# Meseca
meseca（メセカ）は、オンライン寄せ書きサービス。オンライン上で寄せ書きを集め、大切な人をお祝いできるウェブサービス。メッセージや思い出の写真、動画を投稿すればその人だけの特別なウェブサイトを作成でき、一緒にギフトを贈ることもできる。お祝いの用途は、誕生日、結婚祝い、出産祝い、卒業祝い、退職祝い、母の日、日頃の感謝の気持ちなど。少人数にも大人数にも対応している。

## 概要
創業者が色紙でのお祝い方法に疑問を持ったことがきっかけでスタートした。
スマホから手軽にアクセスでき寄せ書きをオンライン上で手軽に集めることができ、デザイン性の高いメッセージサイトを作成することができる。

## 沿革
- 2020年9月 - mesecaを正式リリース
- 2021年7月 - 寄せ書きと一緒にギフトを贈ることができる「選べるギフト」をリリース
- 2021年9月 - 新デザイン８種類をリリース